# Warren Terhune
Warren Jay Terhune (3 de maio de 1869 - 3 de novembro de 1920) foi um comandante da Marinha dos Estados Unidos e o 13º governador da Samoa Americana. Terhune nasceu em Midland, Nova Jersey, e viveu em Nova Jersey a maior parte de sua vida quando não foi postado em outro lugar. Ele foi nomeado para a Academia Naval dos Estados Unidos em 1889 e se formou como tenente em 1899. Ele estava estacionado em vários navios e ocupou o comando de vários navios e estações ao longo de sua carreira. Seus postos de comando mais notáveis incluem o Sétimo Distrito Naval do Sul da Flórida e a Estação Aérea Naval de Key West dentro de sua jurisdição. Seu maior compromisso veio quando o presidente William Howard Taft ordenou que o Corpo de Fuzileiros Navais fosse para a Nicarágua em uma tentativa de reprimir uma rebelião lá, principalmente fora da cidade de Manágua. Terhune comandou o USS Annapolis, que desembarcou centenas de tropas para reprimir a violência e proteger civis e propriedades americanas.
Em 10 de junho de 1919, Terhune tornou-se o governador da Samoa Americana; seu governo foi forjado com problemas e controvérsias. Ele reformulou a tributação na ilha. Ele também tomou uma série de medidas para limitar o poder dos indígenas samoanos, acreditando que eles não estavam aptos a governar a si mesmos. Ele removeu vários líderes locais do poder e proibiu casamentos entre marinheiros da Marinha dos Estados Unidos e mulheres samoanas. Suas ações ajudaram a levar ao movimento anti-imperialista Mau, decorrente do racismo percebido e da crença de que a lei do casamento promovia a promiscuidade anticristã. Além disso, seus dois oficiais executivos simpatizaram com o Mau, levando seu primeiro a apresentar uma queixa ao Secretário da Marinha. Um inquérito foi lançado para a ilha, mas antes que pudesse chegar lá, Terhune, atormentado por depressão e problemas de saúde, cometeu suicídio com um tiro no coração em 3 de novembro de 1920, ao meio-dia. Ele foi o primeiro governador da Samoa Americana a morrer no cargo.